# Gujana na Letnich Igrzyskach Olimpijskich 2012
Gujanę na Letnich Igrzyskach Olimpijskich 2012 reprezentowało sześcioro zawodników: czterech mężczyzn i dwie kobiety. Był to 16 start reprezentacji Gujany na letnich igrzyskach olimpijskich.

## Skład kadry

### Judo
Mężczyźni
| Zawodnik  | Konkurencja | 1/32             | 1/16                     | 1/8              | Ćwierćfinał      | Półfinał         | Ćwierćfinał repasaży | Półfinał repasaży | Finał            | Finał   |
| Zawodnik  | Konkurencja | Przeciwnik Wynik | Przeciwnik Wynik         | Przeciwnik Wynik | Przeciwnik Wynik | Przeciwnik Wynik | Przeciwnik Wynik     | Przeciwnik Wynik  | Przeciwnik Wynik | Pozycja |
| --------- | ----------- | ---------------- | ------------------------ | ---------------- | ---------------- | ---------------- | -------------------- | ----------------- | ---------------- | ------- |
| Raúl Lall | - 60 kg     |                  | Eisa Majrashi 0000- 0100 |                  |                  |                  |                      |                   |                  | 17.     |

### Lekkoatletyka
Mężczyźni
| Zawodnik       | Konkurencja | Eliminacje | Eliminacje | Ćwierćfinał | Ćwierćfinał | Półfinał | Półfinał | Finał | Finał   |
| Zawodnik       | Konkurencja | Wynik      | Miejsce    | Wynik       | Miejsce     | Wynik    | Miejsce  | Wynik | Miejsce |
| -------------- | ----------- | ---------- | ---------- | ----------- | ----------- | -------- | -------- | ----- | ------- |
| Jeremy Bascom  | 100 m       | 10,31      | 6.         |             |             |          |          |       |         |
| Winston George | 400 m       | 49,86      | 5.         |             |             |          |          |       |         |

Kobiety
| Zawodnik      | Konkurencja | Eliminacje | Eliminacje | Ćwierćfinał | Ćwierćfinał | Półfinał | Półfinał | Finał | Finał   |
| Zawodnik      | Konkurencja | Wynik      | Miejsce    | Wynik       | Miejsce     | Wynik    | Miejsce  | Wynik | Miejsce |
| ------------- | ----------- | ---------- | ---------- | ----------- | ----------- | -------- | -------- | ----- | ------- |
| Aliann Pompey | 100 m       | 52,58      | 8.         |             |             |          |          |       |         |

### Pływanie
Mężczyźni
| Zawodnik      | Konkurencja   | Eliminacje | Eliminacje | Półfinał | Półfinał | Finał | Finał   |
| Zawodnik      | Konkurencja   | Czas       | Miejsce    | Czas     | Miejsce  | Czas  | Miejsce |
| ------------- | ------------- | ---------- | ---------- | -------- | -------- | ----- | ------- |
| Niall Roberts | 100m dowolnym | 55,66      | 48.        |          |          |       |         |

Kobiety
| Zawodniczka       | Konkurencja           | Eliminacje | Eliminacje | Półfinał | Półfinał | Finał | Finał   |
| Zawodniczka       | Konkurencja           | Czas       | Miejsce    | Czas     | Miejsce  | Czas  | Miejsce |
| ----------------- | --------------------- | ---------- | ---------- | -------- | -------- | ----- | ------- |
| Britany van Lange | 100 m stylem dowolnym | 1:01,62    | 42.        |          |          |       |         |